# Panzergrenadierbrigade 10
Die Panzergrenadierbrigade 10 (PzGrenBrig 10; 1970–1981 Jägerbrigade 10 – JgBrig 10) mit Stab in Weiden in der Oberpfalz war eine Brigade des Heeres der Bundeswehr, die 1992 außer Dienst gestellt wurde. Ihre Truppenteile waren in der nördlichen Oberpfalz und in Oberfranken stationiert.

## Geschichte

### Vorgeschichte als Kampfgruppe in der Heeresstruktur 1
Zur Einnahme der Heeresstruktur 1 wurde im 1. Juli 1956 die Kampfgruppe A 4 mit Standort des Stabes in der Amberger Kaiser-Wilhelm-Kaserne neu aufgestellt. Die Kampfgruppe A 4 wurde der 4. Grenadierdivision unterstellt.

### Heeresstruktur 2
Zur Einnahme der Heeresstruktur 2 wurde zum 16. März 1959 aus dem Kampfgruppenstab der Kampfgruppe A 4 die Panzergrenadierbrigade 10 neu aufgestellt. Der überwiegende Teil der Kampfgruppe A 4 wurde zeitgleich zum 16. März 1959 in die Panzerbrigade 12 umgegliedert. Die Panzergrenadierbrigade 10 unterstand der 4. Division. Ihr Stab wurde noch im selben Jahr nach Weiden verlegt. Anfänglich unterstanden ihr der Stab und die Stabskompanie, das Versorgungsbataillon 106, das Panzeraufklärungsbataillon 100 und das Feldartilleriebataillon 105.
1959 wurde auch die Panzerjägerkompanie 100 in Weiden aufgestellt. Die Panzeraufklärungskompanie 108 wurde 1959 in Panzeraufklärungskompanie 100 umbenannt und unterstand als selbständige Einheit der Brigade, wurde jedoch 1963 wieder aufgelöst und in einen Panzerspähzug des Stabes umgegliedert. 1959 wechselten die bis dato unterstellten Panzergrenadierbataillon 122, die Panzerbataillone 123 und 124 sowie das Versorgungsbataillon 126 zur Panzerbrigade 12. 1960 wurde dafür das im selben Jahr in Amberg aufgestellte Panzerbataillon 104 von der Panzerbrigade 12 übernommen. Ab Januar 1960 war die Brigade die Lehrbrigade der Division. 1962 wurde die Panzerpionierkompanie 100 aufgestellt. Das Panzergrenadierbataillon 101 (später umbenannt in Panzergrenadierbataillon 103) wurde 1962 in Ebern aufgestellt. Das Panzergrenadierbataillon 282 aus Donauwörth wurde 1964 nach Bayreuth verlegt und als Panzergrenadierbataillon 102 der Brigade unterstellt.
Gliederung (nach Einnahme der Heeresstruktur 2):
- Stab/Stabskompanie Panzergrenadierbrigade 10, Weiden in der Oberpfalz
  - PzSpähZg 100, Weiden
  - Panzerpionierkompanie 100, Weiden (aufgestellt am 1. Juli 1962)
  - Panzerjägerkompanie 100, Weiden (aufgestellt am 16. März 1959)
  - Panzergrenadierbataillon 101, Ebern (aufgestellt am 22. August 1961)
  - Panzergrenadierbataillon 102, Bayreuth (unterstellt im Juni 1964)
  - Panzerbataillon 104, Amberg (aufgestellt am 17. November 1960)
  - Feldartilleriebataillon 105
  - Versorgungsbataillon 106

### Heeresstruktur 3
1970 wurde die Brigade in Jägerbrigade 10 umgegliedert. Bis 1972 wurden das Versorgungsbataillon 106 und die ABC-Abwehrkompanie 100 aufgelöst und das Panzerbataillon 104 verließ im Jahr 1971 die Brigade. Es wurde unter der Bezeichnung Panzerbataillon 303 an die 10. Panzerdivision abgegeben. 1971 wurde dafür das Panzerjägerbataillon 104 aus der Panzerjägerkompanie 100 aufgestellt. Aus dem aufgelösten Versorgungsbataillon wurden die Instandsetzungskompanie 100 und die Nachschubkompanie 100. 1979 wurde die Panzerjägerkompanie 100 aufgestellt.
Gliederung:
- Stab/Stabskompanie Jägerbrigade 10, Weiden in der Oberpfalz
  - PzSpähZg 100
  - PzPiKp 100, Weiden
  - PzJgKp 100, Pfreimd Oberpfalz-Kaserne (Die Kompanie wurde am 1. Juni 1971 zum PzJgBtl 104 umgegliedert und 1979 wieder aufgestellt)
  - InstKp 100, Pfreimd
  - NschKp 100, Weiden
  - JgBtl 101, Ebern (entstand 1970 aus dem PzGrenBtl 101. Aus dem JgBtl 101 wurde im April 1981 das PzGrenBtl 103)
  - JgBtl 102, Bayreuth (entstand 1970 aus dem PzGrenBtl 102.  Aus dem JgBtl 102 wurde im April 1981 wieder das PzGrenBtl 102)
  - JgBtl 103, Bayreuth (GerEinh) (aufgestellt 1970, im April 1981 aufgelöst)
  - PzJgBtl 104, Weiden (Aufstellung ab 1. Oktober 1970, ab 6. August 1971 Pfreimd, Oberpfalz-Kaserne. Ausstattung: Kanonenjagdpanzer)
  - FArtBtl 105, Weiden (ab 1972 PzArtBtl 105, ab 1. Oktober 1970 Auflösung der 4. Bttr, Ausstattung bis 1972 FH 105 mm (L), ab 1972 Panzerhaubitze M109 G)
  - FErsBtl 107 (nicht aktiv)
  - FAusbBtl 108 (zur HrStr. 3 aufgestellt, 1979 aufgelöst)

### Heeresstruktur 4
1981 wurde die Brigade wieder zur Panzergrenadierbrigade 10 und aus dem Jägerbataillon 101 wurde das Panzergrenadierbataillon 103. Aus dem Jägerbataillon 102 wurde das Panzergrenadierbataillon 102. Aus dem Panzerjägerbataillon 104 das Panzerbataillon 104. Das Panzergrenadierbataillon 101 wurde aufgestellt.
Gliederung:
- Stab/Stabskompanie Panzergrenadierbrigade 10, Weiden in der Oberpfalz (1992 aufgelöst)
  - Panzerjägerkompanie 100, Pfreimd Oberpfalz-Kaserne (30. September 1992 aufgelöst)
  - Panzerpionierkompanie 100, Weiden (31. März 1993 aufgelöst)
  - Nachschubkompanie 100, Weiden (zur Heeresstruktur 5 aufgelöst)
  - Instandsetzungskompanie 100, Pfreimd (zur Heeresstruktur 5 aufgelöst)
  - Panzergrenadierbataillon 101 (teilaktiv), Weiden (Das gemischte und teilaktive PzGrenBtl 101 wurde 1981 in Weiden neu aufgestellt. Die 2. Kompanie war dem PzGrenBtl 102, die 3. Kompanie dem PzGrenBtl 103 und die 4. Kompanie dem PzBtl 104 unterstellt. Der Stab und die 1. Kompanie waren nicht aktiv. Ausstattung: 26 SPz Marder, und 13 KPz M 48 A2 GA 2, ab 1984 Leopard 1. Das Bataillon wurde im September 1992 aufgelöst)
  - Panzergrenadierbataillon 102, Bayreuth (Aus dem JgBtl 102 wurde im April 1981 wieder das PzGrenBtl 102.  Das Bataillon ist für die 2. Kompanie PzGrenBtl 101 zuständig. Ausstattung: 26 SPz Marder (4 SPz Stab, 11 je 2. und 3. Kompanie), 11 M113 (4. Kompanie) und 6 PzMrs M113. Im September 1994 wurde das Bataillon aufgelöst)
  - Panzergrenadierbataillon 103, Ebern (Im April 1981 wurde das JgBtl 101 in PzGrenBtl 103 umbenannt und umgegliedert. Das Bataillon ist für die 3. Kompanie PzGrenBtl 101 zuständig. Ausstattung: 26 SPz Marder (4 Stab und je 11 für die 2. und 3. Kompanie), 11 M113 (4. Kompanie) und 6 PzMrs M113. Das Bataillon wurde im September 1992 aufgelöst)
  - Panzerbataillon 104, Pfreimd Oberpfalz-Kaserne (Am 1. April 1981 wird das PzJgBtl 104 wieder in PzBtl 104 umbenannt und umgegliedert. Das Bataillon ist für die 4. Kompanie PzGrenBtl 101 zuständig. Das Bataillon wird 1984 vom KPz M48A2GA2 auf Leopard 2A1 umgerüstet. Das Bataillon wurde 1992 der PzBrig 12 in Amberg unterstellt)
  - Panzerartilleriebataillon 105, Weiden (Ausstattung: Panzerhaubitze M109 G/A3G. Das Bataillon wurde 1992 aufgelöst)

Die Brigade umfasste im Herbst 1989 in der Friedensgliederung etwa 3150 Soldaten. Die geplante Aufwuchsstärke im Verteidigungsfall betrug rund 3550 Soldaten. Zum Aufwuchs war die Einberufung von Reservisten und die Mobilmachung von nicht aktiven Truppenteilen vorgesehen. Zum Ende der Heeresstruktur 4 im Herbst 1989 war die Brigade weiter Teil der 4. Panzergrenadierdivision und gliederte sich grob in folgende Truppenteile:
- Stab/Stabskompanie Panzergrenadierbrigade 10, Weiden in der Oberpfalz
  -  Panzerjägerkompanie 100, Pfreimd
  -  Panzerpionierkompanie 100, Weiden
  -  Nachschubkompanie 100, Weiden
  -  Instandsetzungskompanie 100, Pfreimd
  -  Panzergrenadierbataillon 101 (teilaktiv), Weiden
  -  Panzergrenadierbataillon 102, Bayreuth
  -  Panzergrenadierbataillon 103, Ebern
  -  Panzerbataillon 104, Pfreimd
  -  Panzerartilleriebataillon 105, Weiden

### Heeresstruktur 5 bis zur Auflösung
1992 wurden die Panzergrenadierbataillone 101 und 103, das Panzerartilleriebataillon 105, die Panzerjägerkompanie 100 und die Panzerpionierkompanie 100 aufgelöst. Die Brigade wurde 1992 aufgelöst.

## Kommandeure
Die Kommandeure der Panzergrenadierbrigade 10 waren (Dienstgrad bei Kommandoübernahme):
| Nr. | Name                                    | Beginn der Berufung | Ende der Berufung |
| --- | --------------------------------------- | ------------------- | ----------------- |
| 11  | Oberst Michel Walther                   | 1992                | Aug. 1992         |
| 10  | Brigadegeneral Wolfgang Sand            | 01.04.1988          | 31.03.1992        |
| 9   | Brigadegeneral Jürgen Reichardt         | 01.10.1984          | 31.03.1988        |
| 8   | Oberst Hans-Joachim Müller              | 01.04.1982          | 30.09.1984        |
| 7   | Brigadegeneral Michael Schwab           | 01.02.1975          | 31.03.1982        |
| 6   | Oberst August-Wilhelm Vogel             | 01.10.1973          | 31.01.1975        |
| 5   | Brigadegeneral Gottfried Greiner        | 01.04.1971          | 30.09.1973        |
| 4   | Brigadegeneral Joachim-Frithjof Lindner | 01.07.1966          | 30.09.1970        |
| 3   | Oberst Friedrich Wilhelm Böhme          | 08.10.1962          | 31.03.1966        |
| 2   | Brigadegeneral Heinz Hükelheim          | 16.01.1960          | 30.06.1962        |
| 1   | Oberst Fritz Reinhardt                  | 16.03.1959          | 15.01.1960        |

## Verbandsabzeichen

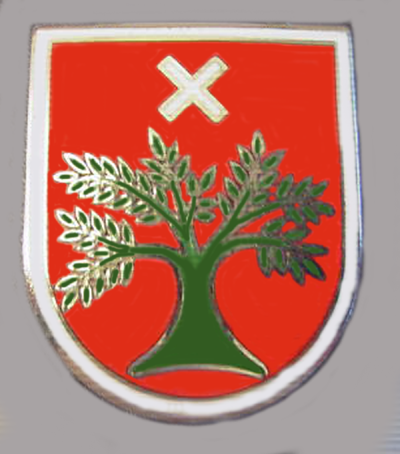
Internes Verbandsabzeichen des Stabes/Stabskompanie

Die Blasonierung des Verbandsabzeichens für den  Dienstanzug der Angehörigen der Panzergrenadierbrigade 10 lautete:
 Silbern bordiert, gespalten durch eine aufsteigende und eingeschweifte rote Spitze, darin zwei schräg gekreuzte silberne Schlüssel; vorne in Schwarz ein linksgewendeter, rotbewehrter und rotgekrönter goldener Löwe, hinten die bayerischen Rauten.
Das Verbandsabzeichen ähnelte dem Wappen des Bezirks Oberpfalz stark. Dargestellt waren die Schlüssel Petri wie im Regensburger Stadtwappen, der Pfälzer Löwe als Symbol für die  Pfalz und die bayrischen Rauten wie in der Landesflagge und dem Landeswappen. Die Verbandsabzeichen der Division und der unterstellten Brigaden waren bis auf die Borde identisch. In der Tradition der Preußischen Farbfolge erhielt das Verbandsabzeichen der Panzergrenadierbrigade 10 als „erste“ Brigade der Division einen weißen Bord.
Da sich die Verbandsabzeichen der Brigaden der Division nur geringfügig unterschieden, wurde stattdessen auch das interne Verbandsabzeichen des Stabes bzw. der Stabskompanie pars pro toto als „Abzeichen“ der Brigade genutzt. Es zeigte einen Weidenbaum wie im Wappen der Stadt Weiden sowie ein X, das wahlweise als Größenordnungszeichen des taktischen Zeichens einer Brigade, einer römischen 10 oder als Element aus dem taktischen Zeichen der Panzergrenadiertruppe interpretiert werden kann.